# June Millington
June Millington est une guitariste, autrice et compositrice de rock 'n' roll philippino-américaine, née à Manille le 14 avril 1948. Elle co-fonde le groupe Fanny, pionnier du rock exclusivement féminin actif de 1970 à 1974, et en est la guitariste.

## Biographie
June Elizabeth Millington naît à Manille le 14 avril 1948. Elle est l'aînée des sept enfants de Yolanda Leonor Limjoco, dite Yola,, et de son mari l'officier de la Navy, John "Jack" Howard Millington.
La famille mène à Manille une vie dorée, jusqu'à leur déménagement aux États-Unis en juin 1961 pour s'installer à Sacramento, en Californie. Avec sa sœur cadette Jean, June compose en 1962 ses premières chansons, Angel in White et Miss Wallflower '62,. Les sœurs reprennent aussi des chansons folk comme celles de Peter, Paul and Mary.

### 1965-1968:The Svelts
Au début de l'année 1965, June (guitare rythmique) et sa sœur Jean (basse) forment avec leurs amies Kathy Terry (batterie, plus tard remplacée par Brie Berry) et Cathy Carter (guitare) The Svelts,:121. Elles se produisent sur des bases militaires, dans les soirées de fraternités et gagnent peu à peu un public de fans.
Pendant l'été 1965, les deux sœurs jouent aussi en duo et en septembre, elles publient leur composition Footloose and Fancy-Free.
Le baccalauréat en poche, June s'inscrit à l'université pour des études de médecine, qu'elle abandonne après un an,.
The Svelts poursuivent leur activité, avec plusieurs changements de musicien (Adrienne Lee Clement à la guitare, Alice Monroe de Buhr à la batterie),. Elles tournent sur la côte ouest et vivent ensemble et répètent dans une maison de Los Altos.

### 1968-1969:Wild Honey
De leur côté, Addy Clement et Alice de Buhr ont monté leur propre groupe, Wild Honey. À leur invitation, les deux sœurs les rejoignent et June décide d'arrêter ses études pour se consacrer totalement à la musique,,. Le groupe reprend des chansons folk, dans le style de la Motown, mais aussi leurs propres compositions. Il joue avec Creedence Clearwater Revival, The Youngbloods, The Turtles et auditionne même pour un concert avec les Doors.
Peinant à trouver leur place dans un univers très masculin et désespérant de signer un contrat avec un label, Wild Honey se sépare en 1969. A l'ultime concert qu'elles donnent, elles sont repérées par l'assistant d'un producteur et contractualisent avec une filiale de Warner Bros,,.

### 1970-1973:Fanny
Fin 1969, elles donnent au groupe le nouveau nom de Fanny, pour insister sur sa nature féminine tout en jouant sur le double sens argotique du prénom (« vulve »). June à la guitare, Jean à la basse, de Buhr à la batterie et Nicole "Nickey" Barclay aux claviers le composent,. Elles vivent dans une maison de style hispanique qu'elles baptisent Fanny Hill près du Sunset Strip à West Hollywood. Leur premier grand concert a lieu à Santa Monica, avec The Kinks et Procol Harum.
Fanny est alors le premier groupe de rock exclusivement féminin à faire paraître un album sur un label important. Quatre autres suivent, et deux de leurs singles atteignent le Top-40 du Billboard Hot 100. En 1999, David Bowie — qui est un temps sorti avec Jean Millington — les évoque ainsi : « [Fanny était] extraordinaire... d'une importance inégalée. Ce n'était juste pas leur moment ».
Mais des tensions au sein du groupe, la pression engendrée par les tournées, la recherche du succès et les efforts nécessaires pour trouver sa place dans un monde trop masculin mènent June Millington à la dépression. Elle quitte Fanny après leur quatrième album, Mother's Pride, en février 1973.

### 1973-1975:Smiles
Elle déménage alors à Long Island,, puis achète une ferme à Woodstock dans l'État de New York, pour s'y concentrer sur son écriture et son développement spirituel,,.
Elle commence une carrière solo à New York, vivant en couple avec la violoncelliste et bassiste Jacqueline Robbins,. Cette même année, toutes deux forment le groupe Smiles avec la percussionniste Padi Macheta.
June s'associe pour un temps avec Cris Williamson, rencontrée par l'intermédiaire de Jacqueline. Par cette entremise, elle s'intègre au mouvement lesbien naissant Women's music,. Pendant l'hiver 1975, June Millington et sa compagne participent à l'enregistrement de The Changer and the Changed: A Record of the Times de Cris Williamson,,, la référence du genre,. Elle continue pendant les décennies suivantes à participer aux festivals de Women's Music.

### 1975-1976: Fanny /L.A. All-Stars
Alors que le titre Butter Boy de Fanny devient en avril 1975 leur plus grand succès (29e place au Billboard Hot 100),, — Butter Boy fait référence à David Bowie —, les sœurs Millington relancent le groupe pour un temps : les accompagnent cette fois l'ancienne batteuse des Svelts, Brie Howard, la claviériste Wendy Haas et Padi Macheta. Le groupe se renomme L.A. All-Stars.

### 1977:Millington
En 1977, Jean et June jouent en duo sous leur patronyme. Elles enregistrent Ladies on the Stage chez United Artists et participent à la compilation Lesbian Concentrate: A Lesbianthology of Songs and Poems (1977), une réponse à la campagne homophobe Save Our Children menée par Anita Bryant,.

### 1980–1988:Fabulous Records
En 1981, June Millington, de retour en Californie après s'être séparée de Jacqueline Robbins,,, lance son propre label, Fabulous Records. Elle tourne en solo pendant la décennie pour la promotion de ses albums : le soft-rock-folk Heartsong (1981) puis Running (1983) et One World, One Heart (1988),.

### 1999–2006:The Slammin' Babes
En 1999, les deux sœurs Millingtons constituent un nouveau groupe de six musiciennes, the Slammin' Babes, qui fait paraître l'album Melting Pot en août 2001 et se produit sur scène jusqu'à la mi 2006.

### 2018–2021:Fanny walked the Earth
En 2018, les soeurs Millington retrouvent Brie Darling pour enregistrer à trois un nouvel album dans l'esprit rock du groupe Fanny. L'enregistrement de l'album se fait dans le cadre du tournage du documentaire Fanny: The Right to Rock de Bobbi Jo Hart. L'abum est enregistré dans le studio de l'institut de l'art musical, école fondée par June et Ann Hackler à la fin des années 80. Une petite tournée est prévue mais juste avant les premiers concerts, Jean Millington est victime d'un AVC qui l'empêche de tenir la basse. 

### 2022:June Millington
June enregistre un nouvel album solo en 2022 qui regroupe de nouvelles chansons ainsi que quelques titres plus anciens. L'album Snapshots est publié chez Fabulous records. L'histoire du groupe Fanny est décrite dans l'un des titres qui est en fait une démo enregistrée par June pendant les séances d'enregistrements des albums de Fanny avec Richard Perry au début des années 70. 

## Discographie

### Fanny
- Fanny (1970)[46]
- Charity Ball (1971)
- Fanny Hill (1972)
- Mother's Pride (1973)
- Fanny Live (1972)
- First Time in a Long Time: The Reprise Recordings (2002)
- Fanny: Live on Beat-club '71-'72 (2024)
- Fanny: The Reprise years 1970-1973 (2024)

### Fanny walked the earth
- Fanny walked the earth (2018)

### Millington
- Ladies on the Stage (1977)

### Cris Williamson, Jackie Robbins & June Millington
- Live Dream (1978)

### June Millington
- Heartsong (1981)
- Running (1983)
- One World, One Heart (1988)
- Snapshots (2022)

### June & Jean Millington
- Ticket to Wonderful (1993)
- Play Like a Girl (2011)

### Slammin' Babes
- Melting Pot (2001)